# Wierre-Effroy
Wierre-Effroy és un municipi francès situat al departament del Pas de Calais i a la regió dels Alts de França. L'any 2007 tenia 782 habitants.

## Demografia

### Població
El 2007 la població de fet de Wierre-Effroy era de 782 persones. Hi havia 280 famílies de les quals 44 eren unipersonals (28 homes vivint sols i 16 dones vivint soles), 108 parelles sense fills i 128 parelles amb fills.
La població ha evolucionat segons el següent gràfic:
Habitants censats

### Habitatges
El 2007 hi havia 324 habitatges, 282 eren l'habitatge principal de la família, 29 eren segones residències i 13 estaven desocupats. 316 eren cases i 1 era un apartament. Dels 282 habitatges principals, 241 estaven ocupats pels seus propietaris, 34 estaven llogats i ocupats pels llogaters i 7 estaven cedits a títol gratuït; 1 tenia una cambra, 9 en tenien dues, 18 en tenien tres, 58 en tenien quatre i 196 en tenien cinc o més. 252 habitatges disposaven pel capbaix d'una plaça de pàrquing. A 107 habitatges hi havia un automòbil i a 153 n'hi havia dos o més.

### Piràmide de població
La piràmide de població per edats i sexe el 2009 era:
| Homes | Edats   | Dones |
| ----- | ------- | ----- |
| 0     | 95 o +  | 0     |
| 0     | 90 a 94 | 0     |
| 8     | 85 a 89 | 0     |
| 8     | 80 a 84 | 4     |
| 16    | 75 a 79 | 4     |
| 4     | 70 a 74 | 16    |
| 16    | 65 a 69 | 24    |
| 8     | 60 a 64 | 8     |
| 28    | 55 a 59 | 16    |
| 24    | 50 a 54 | 28    |
| 24    | 45 a 49 | 40    |
| 28    | 40 a 44 | 16    |
| 36    | 35 a 39 | 32    |
| 36    | 30 a 34 | 32    |
| 20    | 25 a 29 | 20    |
| 24    | 20 a 24 | 20    |
| 20    | 15 a 19 | 24    |
| 28    | 10 a 14 | 20    |
| 36    | 5 a 9   | 24    |
| 20    | 0 a 4   | 32    |

## Economia
El 2007 la població en edat de treballar era de 501 persones, 369 eren actives i 132 eren inactives. De les 369 persones actives 340 estaven ocupades (183 homes i 157 dones) i 29 estaven aturades (17 homes i 12 dones). De les 132 persones inactives 45 estaven jubilades, 43 estaven estudiant i 44 estaven classificades com a «altres inactius».

### Ingressos
El 2009 a Wierre-Effroy hi havia 284 unitats fiscals que integraven 765 persones, la mediana anual d'ingressos fiscals per persona era de 18.629 €.

### Activitats econòmiques
Dels 23 establiments que hi havia el 2007, 2 eren d'empreses alimentàries, 1 d'una empresa de fabricació de material elèctric, 5 d'empreses de construcció, 4 d'empreses de comerç i reparació d'automòbils, 2 d'empreses de transport, 4 d'empreses d'hostatgeria i restauració, 2 d'empreses immobiliàries i 3 d'empreses de serveis.
Dels 4 establiments de servei als particulars que hi havia el 2009, 1 era un guixaire pintor, 1 lampisteria i 2 restaurants.
L'únic establiment comercial que hi havia el 2009 era una fleca.
L'any 2000 a Wierre-Effroy hi havia 35 explotacions agrícoles que ocupaven un total de 1.265 hectàrees.

## Equipaments sanitaris i escolars
El 2009 hi havia una escola elemental.

## Poblacions més properes
El següent diagrama mostra les poblacions més properes.